# Nymphargus cariticommatus
Nymphargus cariticommatus är en groddjursart som först beskrevs av Hiram Wild 1994.  Nymphargus cariticommatus ingår i släktet Nymphargus och familjen glasgrodor. IUCN kategoriserar arten globalt som otillräckligt studerad. Inga underarter finns listade i Catalogue of Life.